# 小河内芳子
小河内 芳子（こごうち よしこ、1908年3月16日 - 2010年3月3日）は、日本の児童図書館員。東京の公共図書館に勤務し、児童サービスに従事した。児童図書館研究会の設立メンバーであり、30年ちかく会長をつとめたほか、日本図書館協会児童青少年委員会の設立に寄与し初代委員長をつとめるなど、児童サービスの普及と発展に尽力した。「児童図書館員の草分け」「児童図書館員のパイオニア」と評されている。

## 経歴

### 図書館員になるまで
1908年（明治41年）3月16日、三重県桑名町に生まれた。小河内家は桑名藩の重役で、父の小河内弥兵衛は桑名町助役をつとめる有力者だった。
1924年（大正13年）三重県立桑名高等女学校を卒業。1925年（大正14年）に上京して日本女子大学校国文科に入学した。大学の校風に合わず、2年生で中途退学して1926年（昭和元年）に桑名に帰郷した
。
小河内は、経済的に自立できて女性でも働ける職場を探すうちに文部省図書館講習所のことを知った。公立図書館のない地域で育ち、図書館の仕事の内容も知らなかったが、講習所に入学して図書館員の資格を取ろうと考えた。1929年（昭和4年）に受験し、補欠合格して第九期生として入学した。今澤慈海の図書館管理法の講義を受けて児童サービスの存在を知り、興味を持った。小河内は首席で卒業した。卒業生22人中女性は7人で、女性が首席となったのは九期が初めてだった。

### 図書館員として
卒業後は図書館で働くことを希望し、帝国図書館と東京市立京橋図書館の面接を受けた。両方から採用通知があったが、京橋図書館で働くことを決めた。1930年（昭和5年）4月から出勤し、6月6日に正式に発令された。雇用辞令は「東京市雇ヲ命ズ月給四拾五円」で、月給は当時の大学卒業者の初任給程度だった。京橋図書館では、当時唯一の女性職員だった。1935年（昭和10年）に児童室担当となった。1937年（昭和12年）に氷川図書館に転任し、1941年（昭和16年）に退職した。1943年（昭和18年）から5年間、小平市の傷痍軍人療養所庶務課に勤務し、1948年（昭和23年）、品川図書館に図書館員として復職した。
1953年（昭和28年）、小河内ら有志によって児童図書館研究会が設立された。設立時のメンバーは小河内のほかに大山利、森崎震二、渡辺茂男、大門潔、山口玲子、長谷川雪江だった。
小河内らは1953年から1954年（昭和29年）にかけて、東京都内の各公立図書館の児童室設置状況についての調査を行い、児童サービスの問題点が明らかになった。1954年第40回全国図書館大会のパネルディスカッションで児童図書館の必要性を全国の図書館に訴えた。戦後初めて児童図書館の問題が取り上げられた大会となった。
1957年（昭和32年）、小河内は児童図書館である大崎分館に異動し、1963年（昭和38年）に品川図書館に戻るまでの6年間児童サービスに専念した。退職する1968年（昭和43年）まで大井分館の二階に母と二人で住んでいた。
1959年（昭和34年）に日本図書館協会理事となり、1988年（昭和53年）まで務めた。
1963年（昭和38年）、『児童図書館ハンドブック』（日本図書館協会）が刊行された。執筆者の多くは小河内をはじめとする児童図書館研究会の会員だった。
1967年（昭和42年）に日本子どもの本研究会が創立され、副会長となった。

### 退職後
1968年に退職し、横浜市戸塚区に転居した。小河内が神奈川県下の会員に声をかけたことから児童図書館研究会の神奈川支部が誕生し、1970年（昭和45年）3月に第1回総会が開催され、県下の文庫活動の普及につながった。自らも1970年から自宅で「ぽぷらぶんこ」を開き、1974年（昭和49年）に小金井市の親戚宅に転居するまで文庫活動を行った。
1972年（昭和47年）から1980年（昭和55年）まで青山学院女子短期大学でストーリーテリングの講座を、1975年（昭和50年）から1980年まで聖徳学園女子短期大学で図書館活動の講座を担当した。
1974年に小金井市に転居した後は、「おはなし」を中心として地域への啓蒙活動に力を入れた。1979年（昭和54年）、練馬区で全10回の公民館講座「子どもの本とお話」を開催した。修了生によって「ねりまおはなしの会」が設立された。
1980年（昭和55年）、日本図書館協会内に児童青少年委員会を設立し、1991年（平成3年）まで初代委員長をつとめた。
1982年（昭和57年）、児童図書館研究会会長の席を中多泰子に譲り、名誉会長となった。
1988年（昭和63年）、横浜市に転居した。日本子どもの本学会設立の際は発起人41人のひとりに名を連ねた。
2010年（平成22年）3月3日に101歳で死去した。

## エピソード
- 小河内は1974年から小金井市に住み、市内の文庫活動や学習会に協力した。1988年に横浜市に転居する際に譲渡された蔵書を元に、2000年、小金井市内に「こごうちぶんこ」が開設された。2001年に移転・リニューアルして「こごうちぶんこ　ことりのへや」となった[21]。

## 受賞・表彰
- 1980年 - 図書館職員功労者文部大臣表彰[16]
- 1986年 - 伊藤忠記念財団子ども文庫功労賞 - 文庫および児童図書館の普及に対する貢献によって受賞[16]
- 1997年 - 第37回久留島武彦文化賞・個人賞[23]

## 主な著作

### 単著
- 小河内芳子『公共図書館とともにくらして』いづみ書房〈くさぶえ文庫11〉、1980年。全国書誌番号:81015831。
- 児童図書館研究会静岡支部 編『子どもと本との出合い　小河内芳子氏講演録』児童図書館研究会静岡支部出版会、1980年。全国書誌番号:82012017。
- 小河内芳子『児童図書館と私 上 どくしょのよろこびを』日外アソシエーツ、1981年7月。ISBN 4-8169-0075-6。
- 小河内芳子『児童図書館と私 下 どくしょのよろこびを』日外アソシエーツ、1981年10月。ISBN 4-8169-0076-4。
- 小河内芳子『思いつくままに』小河内芳子（非売品）、1986年3月。NDLJP:12234160。
- 小河内芳子（述）『子どもの本とおはなし : ストーリーテリングの講習会』ねりまおはなしの会、1994年9月。全国書誌番号:95059581。
- 小河内芳子『山小屋日記』風渡野書房、1995年11月。ISBN 4900656054。

### 共著
- 坪田譲治ほか 編『教育と子どもの文化活動』弘文堂〈親と教師のための児童文化講座4〉、1961年。NDLJP:3036557。
  - 「児童図書館」小河内芳子、p.113
- 小河内芳子、星美智子『子どもと絵本・子どもとテレビ』朝日生命厚生事業団、1974年。 NCID BA31486895。
- 児童文学者協会 編『日本児童文学  別冊児童文学読本』（復刻版）児童文学者協会、1975年1月。全国書誌番号:00018634。
  - 「対談　現代児童文学の作家と作品」小河内芳子、古田足日、pp.326-352
- 小河内芳子、沢田恭子、山花郁子『アメリカ・カナダ児童図書館の旅』日本図書館協会、1975年。全国書誌番号:74007147。
- 小河内芳子ほか『青少年の読書と資料』北嶋武彦（監修）、東京書籍〈現代図書館学講座7〉、1983年9月。ISBN 4487714079。
- 小河内芳子、清水正三『語るは楽し150歳』小河内芳子、1988年4月。全国書誌番号:90035157。
- ジルベルトの会 編『風と木に聞く 子どもと本の未来へ 講演録集』エイデル研究所、1989年6月。ISBN 4871680991。
  - 「お話はいのちをはぐくむ」小河内芳子

### 編著
- 小河内芳子 編『児童図書館』日本図書館協会〈図書館の仕事20〉、1967年。NDLJP:2933924。
  - 新版　1976年、〈図書館の仕事25〉、NDLJP:12234717。
  - 新版　1982年、全国書誌番号:23017108
- 小河内芳子 編『戦後児童文学研究書案内』日本図書館協会〈選定双書〉、1981年2月。 NCID BN05251604。
- 小河内芳子 編『子どもの図書館の運営』日本図書館協会〈図書館員選書11〉、1986年7月。ISBN 4-8204-8605-5。

### 監修
- 江森隆子、佐藤凉子 編『妖精・魔法使い・おばけなど』小河内芳子（監修）、児童図書館研究会〈児童図書館叢書〉、1980年。 NCID BA32014712。
- ぬぷん児童図書出版 編『子どもの本　新聞書評から  1984』小河内芳子（監修）、ぬぷん児童図書、1985年10月。ISBN 4889756019。
- ぬぷん児童図書出版 編『子どもの本　新聞書評から  1985』小河内芳子（監修）、ぬぷん児童図書出版、1986年6月。ISBN 4889756027。
- 子どもの本書評研究同人 編『子どもの本 1987新聞書評から』小河内芳子（監修）、子どもの本書評研究同人、1989年8月。ISBN 4-7952-4613-0。
- 子どもの本書評研究同人 編『子どもの本 新聞書評から 1』小河内芳子（監修）、白石書店、1989年12月。ISBN 4786602310。
- 子どもの本書評研究同人 編『子どもの本 新聞書評から 2』小河内芳子（監修）、白石書店、1990年11月。ISBN 4786602434。
- 子どもの本書評研究同人 編『子どもの本 新聞書評から 3』小河内芳子（監修）、白石書店、1991年8月。ISBN 4786602507。
- 子どもの本書評研究同人 編『子どもの本 4 1991年新聞書評から』小河内芳子（監修）、白石書店、1992年7月。ISBN 4786602604。
- 子どもの本書評研究同人 編『子どもの本 5 1992年新聞書評から』小河内芳子（監修）、白石書店、1993年9月。ISBN 4786602744。
- 子どもの本書評研究同人 編『子どもの本 6 1993年新聞書評から』小河内芳子（監修）、白石書店、1994年10月。ISBN 4786602809。

### 翻訳
- ローナ・バリアン 著、小河内芳子 訳『おかあさんどーこ』アスラン書房、1994年4月。ISBN 4900656054。